# D-Sat
D-Sat war eine Produktreihe der Firma Buhl Data Service GmbH in Neunkirchen (Siegerland). Sie stellte Satelliten- und Luftbilder für den Raum Deutschland bereit. Zu den besonderen Merkmalen gehörte ein Flugsimulator.
Die erste D-SAT-Version wurde noch von TopWare vertrieben und erschien bereits 1996. D-Sat 2 erschien ebenfalls unter der Marke Topware, jedoch im Co-Branding mit der Marke Scout Systems, da diese Software laut Handbuch durch die SCOUT Systems GmbH in München entwickelt und herausgegeben wurde. Diese Version umfasste 14 CD-ROMs und bot eine Bodenauflösung von bis zu 65 cm (beispielsweise Berlin mit 2,5 Milliarden Pixel).
Bei der Version 6 betrug die Auflösung mindestens 5 Meter pro Pixel, für etwa 30 % der Fläche Deutschlands bereits 2 Meter pro Pixel. Für 232 deutsche Städte und Seeinseln betrug die Auflösung 45 cm pro Pixel. Hinzu kam eine Schrägbildsammlung für Berlin und Hamburg. Für Architekten, Landschaftsplaner usw. gab es die Fassung D-Sat 6 Business mit 3 DVDs. Bei D-Sat 6 gab es Kritiken, dass die Städteaufnahmen teilweise seit den Versionen 2 und 4 nicht mehr aktualisiert worden seien.
Auf dem Markt sind inzwischen ähnliche, im Großen und Ganzen kostenfreie Angebote der Kommunen (zum Beispiel der Geodatenserver des Regionalverband Ruhr) sowie NASA World Wind und Google Earth hinzugekommen.

## Produkte
- D-Sat 4.0, erschienen am 30. Oktober 2001, ISBN 3-935722-20-6 (170 Großstädte)
- D-Sat 6.0, erschienen am 4. November 2003, 2 DVDs, ISBN 3-936845-40-9
- D-Sat 7.0, erschienen im Dezember 2007, 9 DVDs, ISBN 3-936845-91-3